# Matthias Jaissle
Matthias Jaissle (født 5. april 1988) er en tysk fodboldtræner. Som aktiv spillede han som forsvarsspiller, og han var en del af det 1899 Hoffenheim-hold, der rykkede op i 2. Bundesliga samt op i Bundesligaen sæsonen efter.

## Trænerkarriere
Fra 2017 til 2019 var Jaissle assistent for cheftræner Alexander Zorniger i Superligaklubben Brøndby IF, startende fra sommeren 2017. I 2021 blev han cheftræner for Salzburg i Østrig.